# Louwoichthyiformes
I louwoittiformi (Louwoichthyiformes) sono un gruppo di pesci ossei estinti, appartenenti agli attinotterigi. Vissero tra il Triassico medio e il Triassico superiore (circa 244 - 210 milioni di anni fa) e i loro resti fossili sono stati ritrovati in Asia, Europa e Sudamerica.

## Descrizione
Questi pesci erano generalmente di piccole dimensioni, ed erano caratterizzati da un corpo compatto e scaglie dotate di ganoina. I louwoittiformi erano lunghi solitamente da pochi centimetri a qualche decina di centimetri. Benché la forma del corpo variasse da fusiforme ad alta e appiattita lateralmente, vi sono alcune caratteristiche comuni a tutte le forme note: i caratteri derivati includono una mascella relativamente corta, un preopercolo inclinato in avanti, un subopercolo dotato di un'estensione anteriore e ventrale prominente, e due o tre paia di raggi branchiostegali. 

## Classificazione
L'ordine Louwoichthyiformes venne istituito nel 2020 da Xu per includere il nuovo genere Louwoichthys e alcuni generi di pesci precedentemente classificati nel vasto (e parafiletico) ordine dei Perleidiformes, come Pseudobeaconia, Luopingichthys, Mendocinichthys e Ctenognathichthys. Secondo l'autore della nuova classificazione, l'ordine Louwoichthyiformes sarebbe alla base dei neotterigi, il grande gruppo di pesci ossei attuale comprendente fra gli altri i teleostei e gli olostei, oltre a una quantità di cladi estinti (ad esempio i picnodontiformi, i pachicormiformi, i redfieldiiformi, gli scanilepiformi e gli aspidorinchiformi).
All'interno dell'ordine Louwoichthyiformes si possono distinguere due famiglie, i Louwoichthyidae e gli Pseudobeaconiidae.
- Luowoichthyiformes
  - Louwoichthyidae
    - Louwoichthys
    - Ctenognathichthys
    - Luopingichthys

  - Pseudobeaconiidae
    - Pseudobeaconia
    - Mendocinichthys
    - Caminchaia
    - Echentaia
    - Pasambaya
    - Anatoia